# Jodzieniszki
Jodzieniszki (lit. Juodėniškis) – dawny zaścianek na Litwie, w okręgu wileńskim, w rejonie święciańskim, w gminie Łabonary.

## Historia
W czasach zaborów zaścianek w powiecie święciańskim, w guberni wileńskiej Imperium Rosyjskiego.W 1905 roku liczył 8 mieszkańców.
W dwudziestoleciu międzywojennym istniały dwa zaścianki Jodzieniszki I i Jodzieniszki II. Leżały w Polsce, w województwie wileńskim, w powiecie święciańskim, w gminie Kołtyniany.
W 1931
- Jodzieniszki I w 1 domu zamieszkiwało 7 osób[2].
- Jodzieniszki II w 1 domu zamieszkiwały 3 osoby[2].

Od 1945 roku w Litewskiej Socjalistycznej Republice Radzieckiej.
Od 1990 na niepodległej Litwie.